# Maya (cantante)
Maya (de nacimiento Kim Young-sook) es una cantante y actriz surcoreana. Comenzó su carrera como cantante de música rock en 1996, y debutó en pantalla en el programa Show King M de Mnet el 11 de marzo de 2003.

## Discografía
| 2003: Born To Do It (Vol. 1) |
| --- |
| 1. "Never" 2. "Good Day And Good Bye" 3. "Go Away" ("가버려") 4. "Azalea" ("진달래꽃") 5. "Pandora Box" ("판도라의 상자") 6. "Phantom Voices" ("환청") 7. "Sad" ("비수(悲收)") 8. "Wind" ("바람") 9. "Byte" 10. "Lost You" ("잃어버린 너") 11. "Dear Friends" 12. "Go Away" 13. "Azalea (Club Mix)" ("진달래꽃") |

| 2004: Rock Star (Vol. 2) |
| --- |
| 1. Rock Star 2. Wake Up 3. 아래로 4. 사랑은 영원하다 5. 충분해요 6. Back For Love 7. I Love Rock & Roll 8. Play Me 9. Shadow Boxing 10. 정말 모르겠니. 11. 보물섬 12. 아래로 (Dance Remix) |

| 2005: Remake Álbum - An Age of Young Girl (Vol. 2.5) (소녀시대) |
| --- |
| 1. 아웃사이더 2. 소녀시대 (Sonyeo Shidae) 3. 춘천가는 기차 4. 못다 핀 꽃 한 송이 5. 회상 6. 해야 7. 사랑의 슬픔 8. 세월이 가면 9. 독도는 우리땅 10. 매일그대와 11. 고래사냥 12. 가질 수 없는 너 13. 새벽기차 14. 붉은 노을 15. 뱃노래 16. 한계령 |

| 2006: Road to Myself (Vol. 3) |
| --- |
| 1. Intro 2. Funky Music 3. 나를 외치다 4. 니가 뭔데 5. 태양을 심어 놓아요 6. 쾌지나 칭칭나네 7. 불씨 8. 독한술 9. I AM 10. 메마른 대지위의 들꽃처럼 11. 길 (Road to Myself) 12. 멀미 13. 녹(綠) |

| 2008: Maya Four (Vol. 4) |
| --- |
| 1. Maya Four 2. 그 흔한 반지도 3. BC 2500 4. Story In Your Eyes 5. 꽈배기 6. 마이 아리랑 (Maya+Arirang) 7. Maria 8. 발자욱 9. Dead or Alive 10. 1995...그 봄 11. Ironic Report 12. 검은 눈물 |

| 2009: 위풍당당 (Digital Single)                             |
| ----------------------------------------------------------- |
| 1. 위풍당당(Proud)(Rap. Sang Chu[상추]) 2. 그것만이 내 세상 |

| 2009: Retro & Ever (Mini Álbum)                                          |
| ------------------------------------------------------------------------ |
| 1. 서시 2. 천년의 사랑 3. 위풍당당 4. 이미 슬픈 사랑 5. 그것만이 내 세상 |

| 2011: 아프다슬프다 |
| --- |
| 1. 너무나... 2. 좋은 시절 3. 같이 살래? 4. 너무나...(경음악) 5. 너무나...(방송용MR) 6. 아프다슬프다 (방송용MR) 7. 너만보여 |

## Filmografía

### Series de televisión
- Bodyguard (KBS2, 2003)
- Nursery Story (MBC, 2003)
- Magic (SBS, 2004)
- Family's Honor (SBS, 2008)
- Dandelion Family (MBC, 2010)
- Dream of the Emperor (KBS1, 2012)
- Ugly Alert (SBS, 2013)

### Cine
- What Is Natural? (2003)